# Eli Bush
Eli Bush (* 20. Jahrhundert) ist ein Filmproduzent.

## Karriere
Eli Bushs Karriere begann 2011 als Co-Produzent bei dem Film Verblendung. Diese Tätigkeit führte er zudem bei den Filmen Extrem laut & unglaublich nah, Moonrise Kingdom, Mistress America sowie bei der Fernsehserie The Newsroom für 18 Episoden. Zwischenzeitlich wurde er bei einigen Filmen als Executive Producer eingesetzt, dabei wirkte er unter anderem bei den Filmen Captain Phillips, Rosewater und Steve Jobs und Fences sowie der Fernsehserie School of Rock für 25 Episoden mit. Für die letztgenannte Serie wurde Bush für einen Emmy nominiert.
Für seine Beteiligung als Filmproduzent bei dem Film Lady Bird erhielt er bei der Oscarverleihung 2018 eine Nominierung in der Kategorie „Bester Film“. Des Weiteren wurde der Film für einen PGA-Award nominiert.

## Filmografie (Auswahl)
- 2011: Verblendung (The Girl with the Dragon Tattoo)
- 2011: Extrem laut & unglaublich nah (Extremely Loud & Incredibly Close)
- 2011: Moonrise Kingdom
- 2012–2014: The Newsroom (Fernsehserie, 18 Episoden)
- 2013: Captain Phillips
- 2014: Grand Budapest Hotel (The Grand Budapest Hotel)
- 2014: Rosewater
- 2014: Top Five
- 2014: Gefühlt Mitte Zwanzig (While We’re Young)
- 2014: Inherent Vice – Natürliche Mängel (Inherent Vice)
- 2014: Ex Machina
- 2015: Mistress America
- 2015: Aloha – Die Chance auf Glück (Aloha)
- 2015: Steve Jobs
- 2016: Fences
- 2016–2017: School of Rock (Fernsehserie, 25 Episoden)
- 2017: Lady Bird
- 2018: 22. Juli (22 July)
- 2018: Verschwörung (The Girl in the Spider’s Web)
- 2018: Eighth Grade
- 2018: Mid90s
- 2020: Devs (Miniserie)
- 2021: The Humans
- 2025: If I Had Legs I’d Kick You